# Museo di Stato dell'Abcasia
Il Museo di Stato dell'Abcasia è un museo storico di Sukhumi, capitale dello stato a riconoscimento limitato dell'Abcasia.

## Storia
L'opera di istituzione della collezione ha inizio intorno al 1860 per volontà di alcuni entusiasti di storia locale, guidati dal governatore dell'okrug di Sukhumi, ma per via della Guerra russo-turca tale sforzo si ferma, anche a causa della perdita di numerosi manufatti.
Nel 1900 lo studioso Černjavskij suggerisce al governatore della Transcaucasia Grigorij Golucin l'istituzione del museo nella città e lo slancio finale avviene nel 1913 grazie a un gruppo di appassionati di storia e territorio: il 17 maggio del 1917 avviene l'apertura ufficiale, dopo l'ottenimento di un finanziamento governativo di 500 rubli.
Il museo viene chiuso nel 1920 durante il governo menscevico e la collezione viene spostata in altre città della Georgia, con l'arrivo dell'Unione Sovietica torna a svilupparsi lo studio della storia locale e nel 1928 viene riconosciuto come parte del sistema educativo della RSSA Abcasa, con l'istituzione di una sezione dedicata alle scienze naturali e alla storia rivoluzionaria, mentre nel 1937 viene istituta la sezione archeologica.
Durante la guerra georgiano-abcasa il museo subisce vari danni, oltre alla perdita di alcuni suoi operatori unitisi alle milizie abcase: l'edificio, danneggiato, viene stabilizzato dal governo e sostituito nel 2014 da una nuova costruzione.